# Lakušník Rionův
Lakušník Rionův někdy též lakušník plihý (Batrachium rionii, syn.: Ranunculus rionii) je druh rostliny z čeledi pryskyřníkovité (Ranunculaceae).

## Popis
Jedná se zpravidla o jednoletou vodní bylinu, která může po vyschnutí růst i na bahnitých substrátech. Lodyha je většinou nevětvená, podle stanoviště může dorůstat délky až 80 cm. Listy jsou střídavé, lupenité na hladině plovoucí listy u tohoto druhu chybí. Čepele ponořených listů jsou několikrát dlanitosečné s niťovitými úkrojky, po vytažení z vody zachovává paprskovitý tvar a úkrojky se nesbíhají do štětičky. Na bázi listů jsou palisty. Květy jsou jednotlivé, oboupohlavné a pravidelné s víceméně kuželovitým květním lůžkem, vykvétají nad hladinou a jsou opylovány hmyzem (entomogamie). Plodní stopka bývá nejčastěji 3–5 cm dlouhá. Kališních lístků je 5, jsou zelené, asi 2–2,5 mm dlouhé. Korunních je většinou také pět, jsou bílé, na bázi se žlutou skvrnou. Květy jsou spíš malé, korunní lístky jsou asi 3,5–5 mm dlouhé. Tyčinek je asi 10–25, val kolem jamky nektária je půlměsíčitý, pestíků a později nažek je relativně hodně, asi 50–100. Plodem je nažka, na vrcholu zakončená krátkým zobánkem, zralé nažky jsou jen asi 0,5–1 mm dlouhé a jsou uspořádány na květním lůžku do souplodí. Plody se šíří vodou (hydrochorie). Počet chromozómů je 2n=16.

## Rozšíření
Druh je rozšířen od střední a jihovýchodní Evropy po východní Asii, dále roste v Egyptě a v jižní Africe. V České republice roste roztroušeně v nižších polohách, cca do 400 m n. m. Veden jako silně ohrožený druh flóry ČR, kategorie C2.

## Ekologie
Jedná se o vodní rostlinu, která se vyskytuje ve stojatých vodách, často mírně zasolených.